# Kondoa aeria
Kondoa aeria är en svampart som beskrevs av Á. Fonseca, J.P. Samp. & Fell 2000. Kondoa aeria ingår i släktet Kondoa och familjen Kondoaceae.   Inga underarter finns listade i Catalogue of Life.